# 塞讷塞莱马孔
塞讷塞莱马孔（法語：Sennecé-lès-Mâcon，法語發音：[sɛnse lɛ makɔ̃]，意为“马孔附近的塞讷塞”）是法国索恩-卢瓦尔省的一个旧市镇。1972年，塞讷塞莱马孔与市镇圣让勒普里什并入市镇马孔。

## 地理
塞讷塞莱马孔（46°21'31.08"N, 4°50'0.57"E）面积，位于法国勃艮第-弗朗什-孔泰大區索恩-卢瓦尔省，该省份为法国中部省份，北起顺时针与科多尔省、汝拉省、安省、罗讷省、卢瓦尔省、阿列省和涅夫勒省接壤。
与塞讷塞莱马孔接壤的市镇（或旧市镇、城区）包括：圣让勒普里什、圣马丹贝勒罗什、沙博尼耶尔、莱泽、于里尼、桑塞、韦西讷。
塞讷塞莱马孔的时区为UTC+01:00、UTC+02:00（夏令时）。

## 行政
塞讷塞莱马孔的邮政编码为，INSEE市镇编码为71511。

## 人口
塞讷塞莱马孔于2018年1月1日时的人口数量为1316人。